# Dysoxylum tenuiflorum
Dysoxylum tenuiflorum là một loài thực vật có hoa trong họ Meliaceae. Loài này được A.C.Sm. mô tả khoa học đầu tiên năm 1952.